# Microxestoleberis
Microxestoleberis is een geslacht van kreeftachtigen uit de klasse van de Ostracoda (mosselkreeftjes).

## Soorten
- Microxestoleberis depressa (Brady & Norman, 1889) Whatley & Maybury, 1988
- Microxestoleberis hamelini Howe & Mckenzie, 1989
- Microxestoleberis kykladica Barbeito-Gonzalez, 1971
- Microxestoleberis nana Mueller, 1894
- Microxestoleberis pustulosa Ciampo, 1986 †
- Microxestoleberis rostrata Klie, 1936
- Microxestoleberis triangulata Swanson, 1980
- Microxestoleberis westmorelandi Munsey, 1953 †
- Microxestoleberis willemi Carrena, 1985 †
- Microxestoleberis xenomis (Barbieto-Gonzalez, 1971)

Niet geaccepteerde soort:
- Microxestoleberis profunda, synoniem van Platyleberis profunda